# Renato Signorini
Renato Signorini (Asmara, 29 agosto 1902 – Roma, 30 dicembre 1966) è stato uno scultore, pittore e medaglista italiano.

## Biografia
Proprietario dell'hotel Flora di via Veneto, a Roma, fu celebre soprattutto per le sue sculture raffiguranti ritratti, in modo particolare di papi, monarchi e attrici, realizzati in argento, vermeil, bronzo patinato o dorato e più raramente in oro. 
Le sculture, realizzate tramite la tecnica della fusione a cera persa, venivano successivamente rifinite con il cesello e decorate, spesso, con pietre preziose e semipreziose. 
I ritratti erano generalmente di piccole dimensioni, a mezzo busto, dai dettagli semplici e definiti, con distaccata frontalità dello sguardo, ispirate alla ritrattistica statuaria toscana rinascimentale, oppure realizzate in bassorilievo, in forma di medaglie o medaglioni.
Signorini iniziò la carriera nel 1937, come indicato dallo stesso artista nella scheda personale da lui compilata e conservata presso la “Fondazione La Quadriennale di Roma”. Fu allievo dello scultore Aurelio Mistruzzi presso la Scuola dell'Arte della Medaglia all'interno della Zecca di Roma.
Scolpì, nel 1945, un busto (cm. 80 x 70 x 35 cm.) in marmo di Carrara, di Filippo De Grenet, fucilato dai tedeschi alle Fosse Ardeatine. Attualmente si trova presso la “Sala delle Galere” a Palazzo Chigi, a Roma.
Nel novembre del 1948 partecipò, a Pretoria, alla “Grande mostra d'arte italiana”, come riporta lo stesso artista nella citata scheda personale conservata presso la “Fondazione La Quadriennale di Roma”.

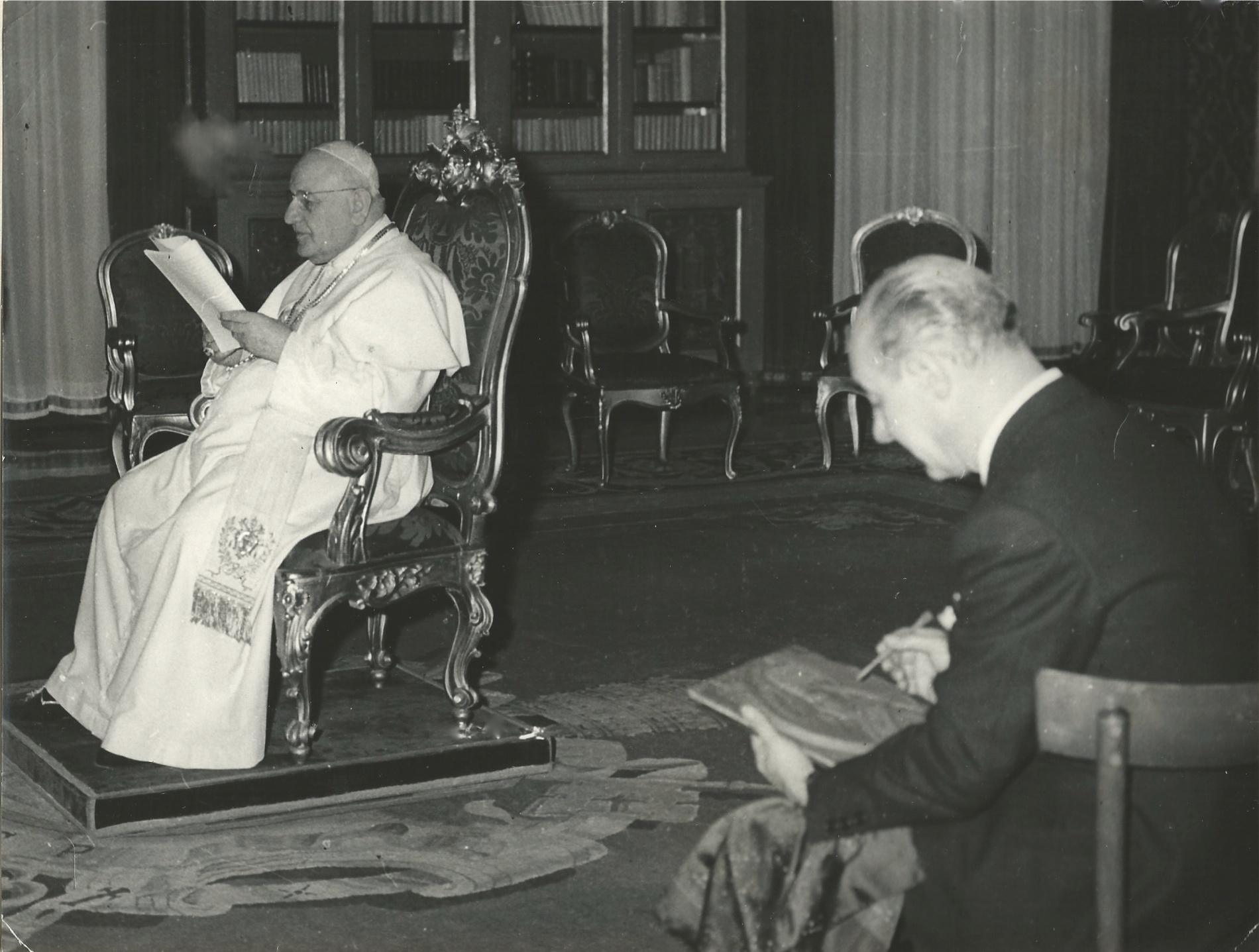
Renato Signorini mentre scolpisce il ritratto di Papa Giovanni XXIII, per ricordare la sua incoronazione nel 1958. Lo stesso verrà utilizzato, in forma ridotta, per coniare una medaglia

Nel 1948 partecipò anche alla V Quadriennale di Roma – presso la Galleria Nazionale d'Arte Moderna - dove espose il "Ritratto della signora Lever". Espose in numerose gallerie, italiane ed estere, tra le quali: la Galleria Giosi (1954) di Roma, la galleria Il Cavallino (1954)   di Venezia, la Galleria Montenapoleone di Milano (1955), la Galleria del Naviglio di Milano (1955) , la O'Hana Gallery di Londra (1956), la Sagittarius Gallery di New York e, nel 1957, nella filiale di Roma di quest'ultima, diretta da Stefanella Barberini Colonna di Sciarra (Napoli 1908 - Roma 1999) . Nel 1958 espose a Palm Springs, presso la Venetian Room del Tennis Club (Desert Sun, 2 dicembre 1958) e nel 1959 presso il Pasadena Museum (San Martino Tribune, 16 aprile 1959).
Importante fu l'esposizione, nel 1957, di 45 opere presso la Tiffany & Co., 727 5th Avenue a New York, tra le quali i ritratti di: Papa Pio XII, Clare Boothe Luce (1903 – 1987) ambasciatrice degli Stati Uniti in Italia negli anni 50, principessa Isabelle Colonna, Audrey Hepburn, regina Elisabetta II (New York Times, 9 ottobre 1957). Furono inoltre esposti il bustino dell'imperatrice Soraya, un mantello disegnato per il teatro dell'opera di Tokyo, una medaglia commemorativa di Chiang Kai-shek, oltre 10 disegni. L'inaugurazione fu tenuta dal barone Carlo De Ferrariis Salzano, console generale italiano a New York (Pacific Stars and Stripes, 10 ottobre 1957, pag. 9). L'introduzione del catalogo fu scritta dallo scrittore James Albert Michener (New York 1907 - Austin 1977).
Negli Stati Uniti ebbe numerose commesse, tra le quali il piccolo busto di Mona Williams von Bismark (1897 - 1983), descritta come American fashion icon, quello della sig.ra Cowles, moglie dell'editore Mike Gardner Cowles (1903 - 1985), che includeva, in miniatura, alcuni dei suoi gioielli preferiti (Winnipeg Free Press, 8 agosto 1957). Espose a Los Angeles, presso il “Beverly Hills Hotel” nella Sun Lounge nell'ottobre del 1958 (Anderson Herald Bulletin 20/10/1958), e poi a San Francisco, Dallas, New Orleans, Parigi, Madrid e Johannesburg. 
Tra le medaglie commemorative da lui scolpite quella eseguita nel 1954, in occasione del IV centenario della fondazione di San Paolo del Brasile, quella scolpita e realizzata in oro in occasione delle Olimpiadi di Roma del 1960, a cura della Numismatica Italianae la medaglia commemorativa per l'Esposizione della Medaglia Italiana a Parigi nel 1965. 
Realizzò, inoltre, bassorilievi di medie dimensioni con soggetto religioso e madonne di piccole dimensioni, oltre sculture di animali. 

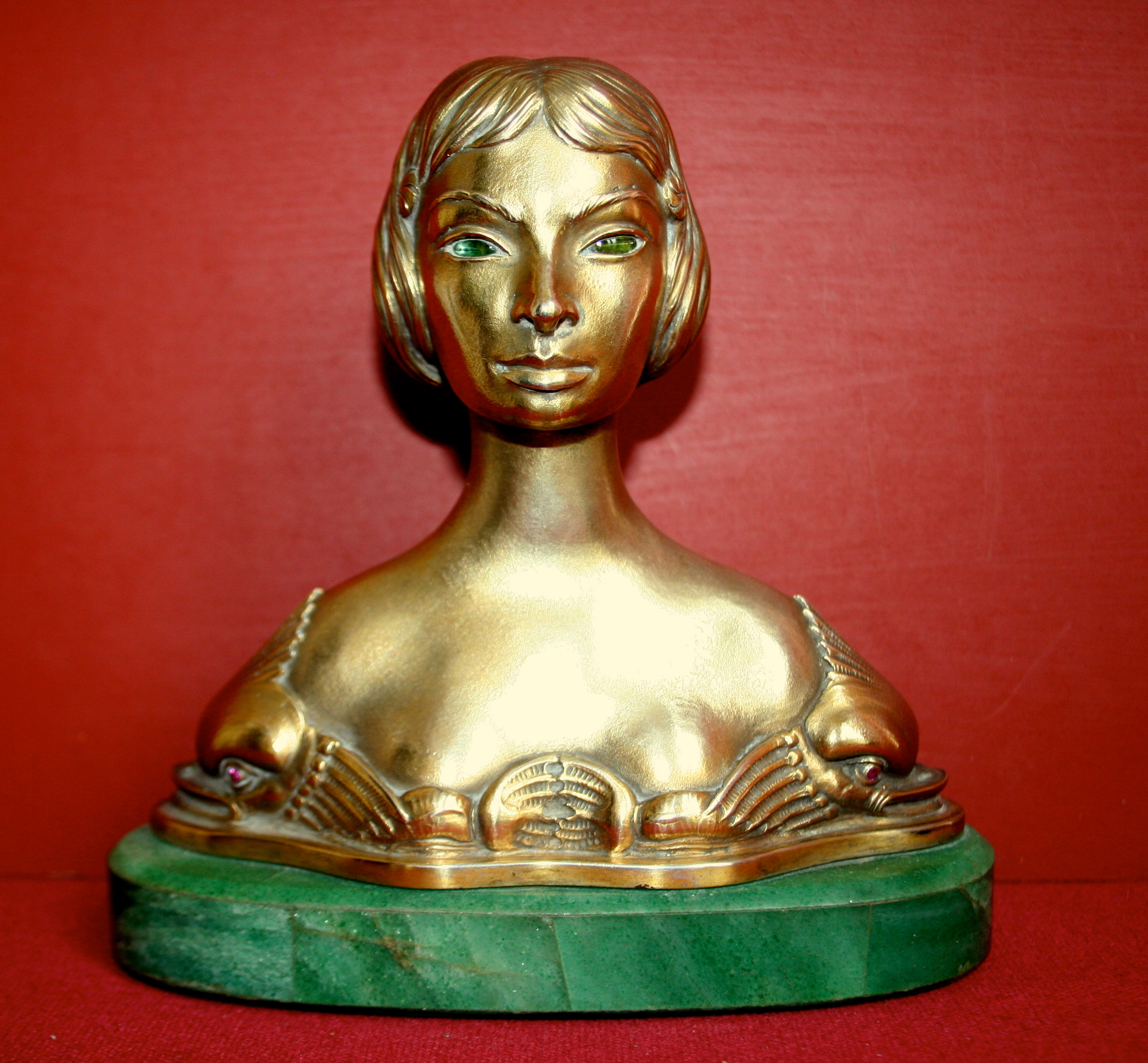
Principessa Soraya Esfandiary Bakhtiari, opera di Renato Signorini (1956)

Tra le effigi di personaggi noti si ricordano quella, realizzata in oro e pietre preziose, raffigurante papa Pio XII, conservata nella Città del Vaticano, come riporta lo stesso artista nella scheda personale conservata presso la “Fondazione La Quadriennale di Roma”, di Sophia Loren, Grace Kelly, Soraya, seconda moglie dell'ultimo scià di Persia, Giovanni XXIII e del cardinale Ernesto Ruffini. ("This Week" Magazine", The Salt Lake Tribune, 12 agosto 1956).
L'11 settembre 1930 sposò la scrittrice palermitana Livia De Stefani, discendente da una famiglia di proprietari terrieri dalla quale ebbe tre figli.
Morì di leucemia a Roma il 30 dicembre 1966.
Fece parte dell'Accademia del Mediterraneo, come risulta dall'Archivio Giovanni Alliata di Montereale, Archivio Storico della Camera dei deputati, e fu consigliere, per la sezione scultura, del "Movimento della pittura di piccolo formato", di cui fece parte e con il quale espose le proprie opere di piccole dimensioni. Fu consigliere, inoltre, della AIAM, Associazione Italiana Arte della Medaglia, fin dall'inizio della sua costituzione, avvenuta nel 1963.
Presso l'Haggerty Museum of Art di Milwaukee, negli Stati Uniti, è conservato il bassorilievo in argento dorato, ametiste e granati di Papa Giovanni XXIII.
L'unica allieva e collaboratrice ("The Argus", Fremont California, giovedì 5 gennaio 1967, pag.11) fu Elizabeth Jones (engraver)   (Montclair, USA, 1934), medaglista a capo della Zecca statunitense dal 1981 al 1991.
Le opere sono firmate R. SIGNORINI o SIGNORINI, in stampatello, anche se talvolta la firma è assente.
Lo scultore in oggetto non è da confondere con l'omonimo Renato Signorini (1908 - 1999), mosaicista ravennate.

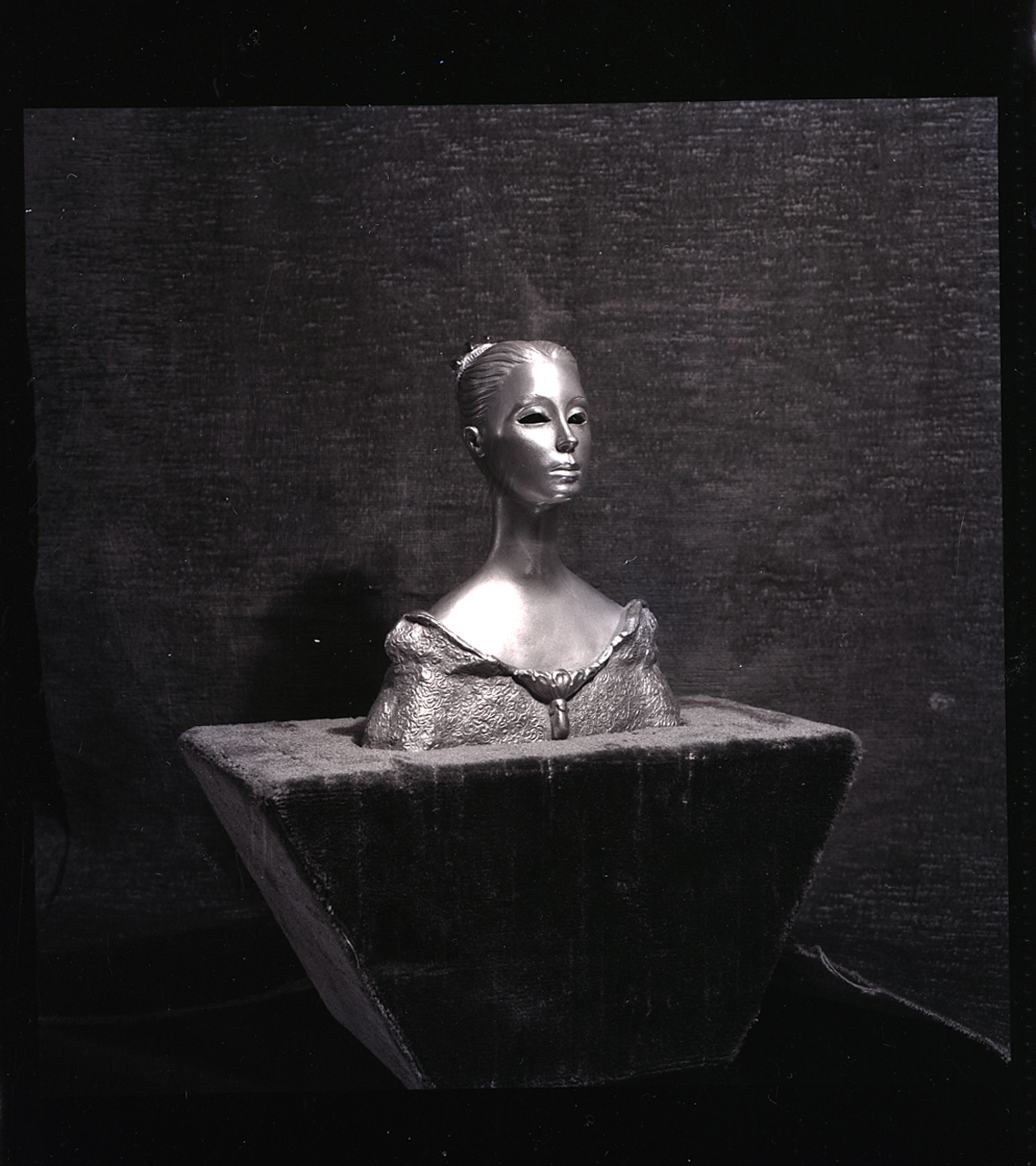
Busto di donna. Foto di Paolo Monti, 1960
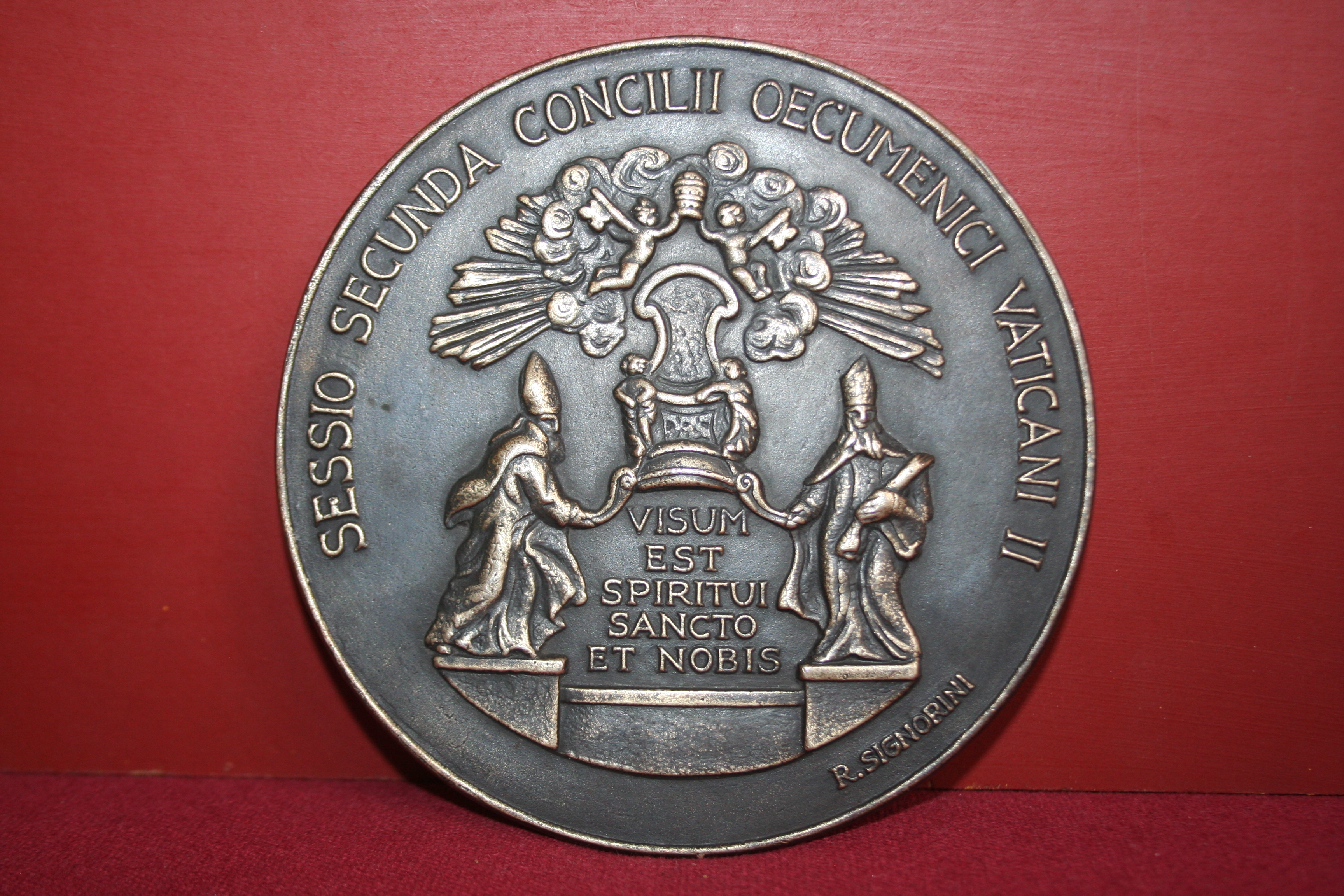
Medaglione commemorativo in bronzo per ricordare l'apertura della seconda sessione del Concilio Ecumenico Vaticano II, opera di Renato Signorini (1963)
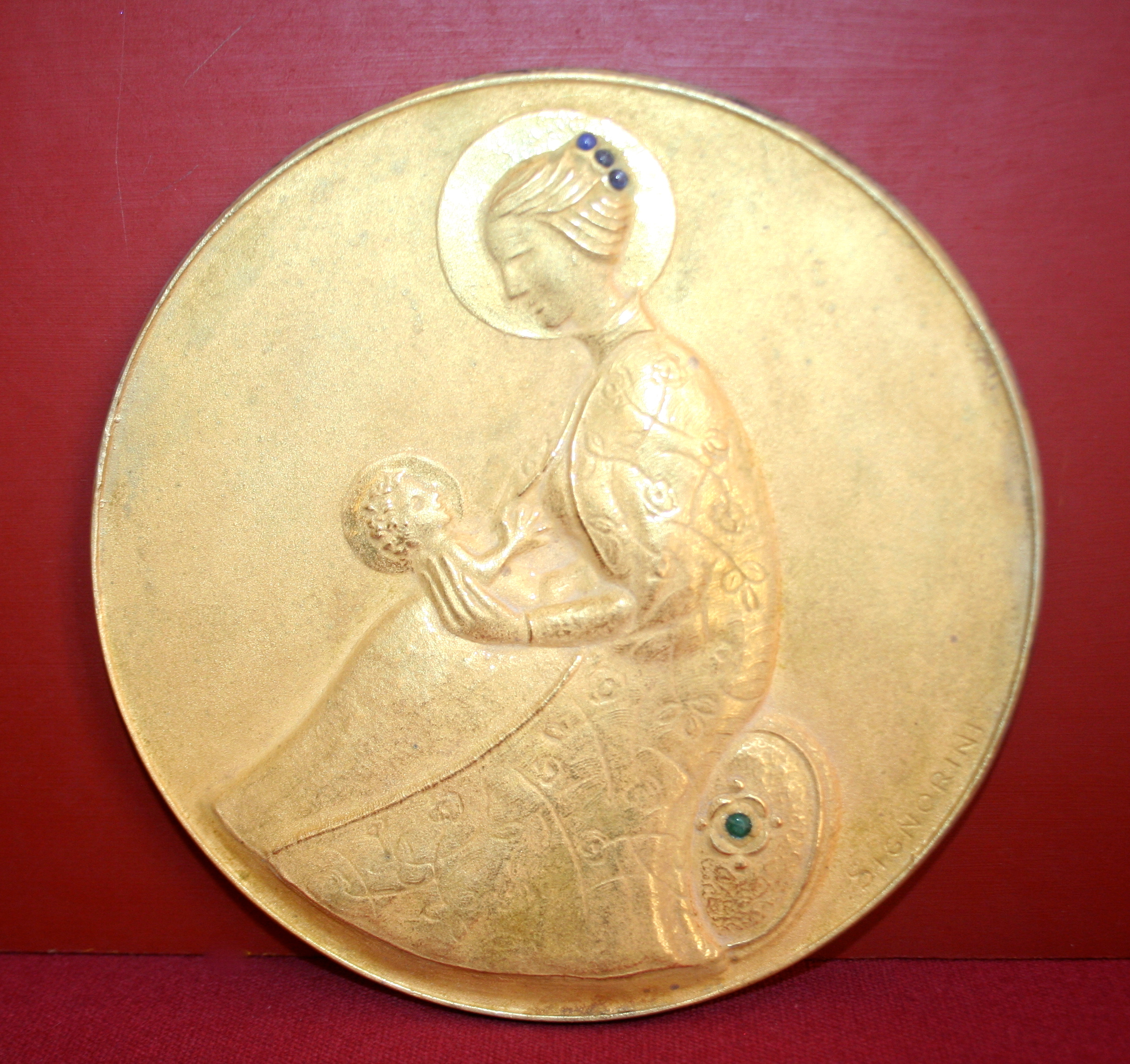
Natività, medaglione in argento dorato, zaffiri e smeraldo di Renato Signorini
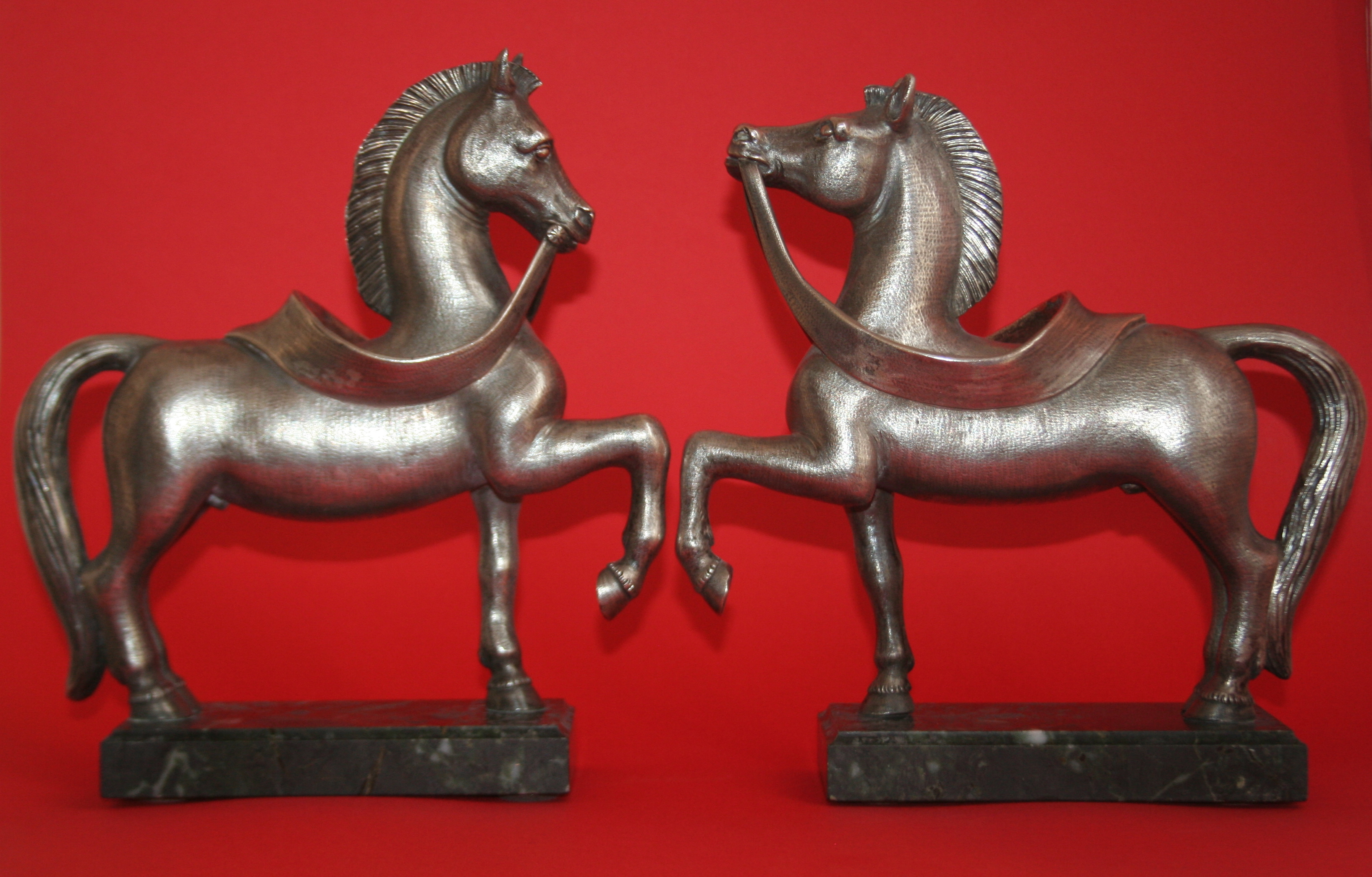
Coppia di cavalli in argento con base in marmo verde, opera di Renato Signorini
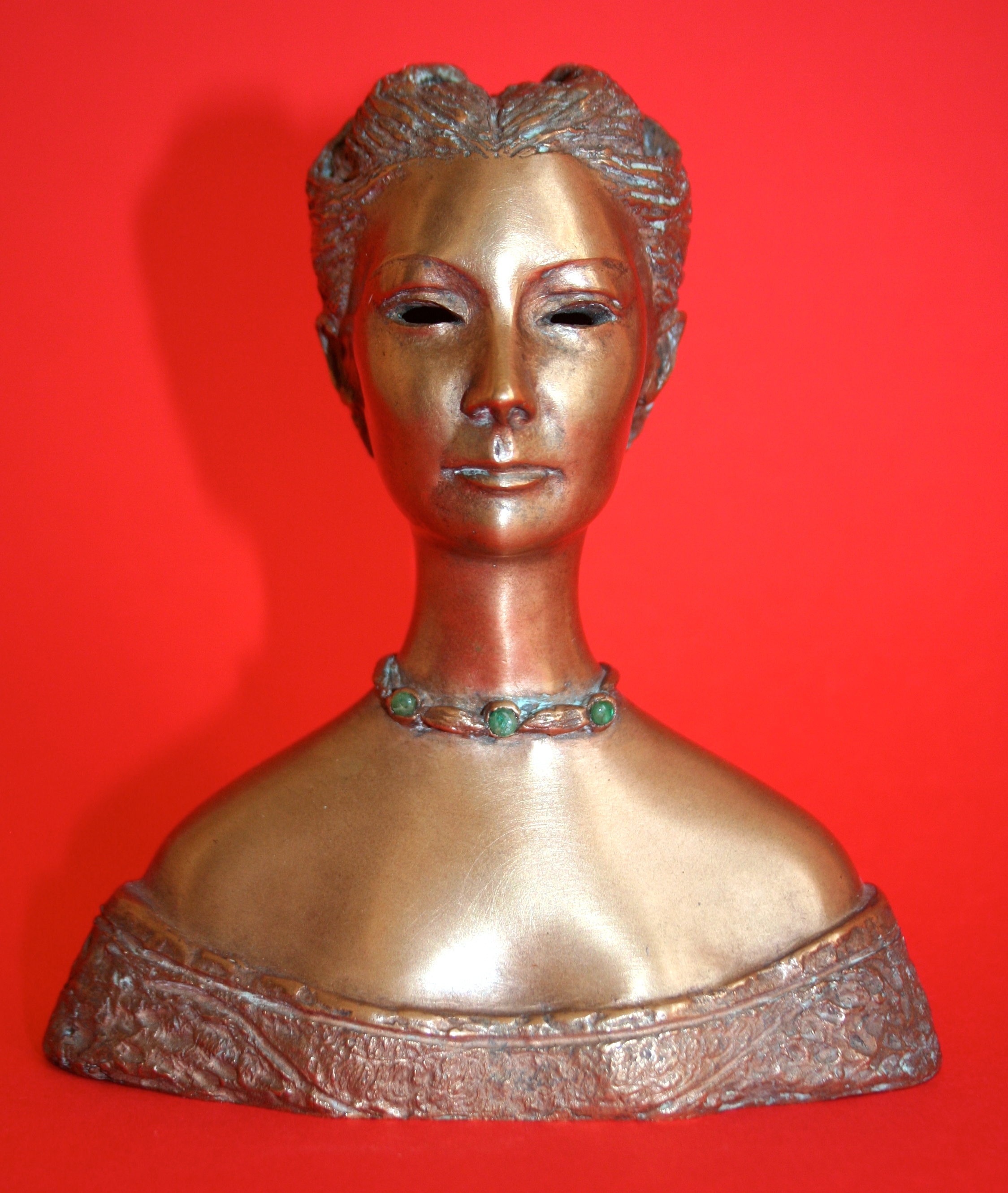
Ritratto in bronzo di signora con smeraldi di Renato Signorini

## Pubblicazioni
- Catalogo della Rassegna Nazionale di Arti Figurative, Roma, Istituto Grafico Tiberino, 1948, pp. 78, tavv. CXXXIV.
- "Storia del Movimento della pittura di piccolo formato - La Tavoletta dal 1950 al 1954", Gruppo Internazionale dei Tavolettisti, De Luca Editore, Roma, 1954.
- "This Week Magazine", The Salt Lake Tribune, 12 agosto 1956, articolo di Louis Berg, con in copertina il busto di Audrey Hepburn.
- Catalogo della mostra tenutasi presso Tiffany, New York, James Albert Michener, 1957.
- "Capitoli su Renato Signorini", James A. Michener, Indro Montanelli, Giorgio de Chirico, Alfredo Mezio ed altri, La Rocca editore, Roma, 1957.
- "Modern Medallions", Elizabeth Jones, Renato Signorini, Montclair Art Museum, USA, Art Museum ed., 1966.
- "Il Covile", articolo "Ritratti di attrici", a cura di Gabriella Rouf, 2015. Il Covile n° 839
- "Il Covile", articolo "Lusinghieri aggiornamenti su Renato Signorini", pag. 3, 2016. Il Covile n° 903